# (1289) Kutaïssi
(1289) Kutaïssi est un astéroïde de la ceinture principale découvert le 19 août 1933 par l'astronome soviétique Grigori Néouïmine. Il a été nommé d'après la ville géorgienne Koutaïssi.

## Historique
Le lieu de découverte, par l'astronome soviétique Grigori Néouïmine, est Simeis.

## Sources

## Compléments